# Tadashi Takeda
Tadashi Takeda (født 27. juli 1986) er en japansk fodboldspiller, som spiller for den japanske fodboldklub FC Gifu.